# Kachovkareservoaren
Kachovkareservoaren (ukrainska: Каховське водосховище) är ett vattenmagasin i floden Dnepr i Ukraina. Det är det sjätte och nedersta vattenmagasinet längs flodens lopp och skapades i samband med att Kachovka vattenkraftverk byggdes i mitten av 1950-talet. Namnet kommer av staden Kachovka intill dammen. Den 6 juni 2023 förstördes en del av dammen i vad som tros vara ett attentat i anslutning till det pågående Rysk-ukrainska kriget.

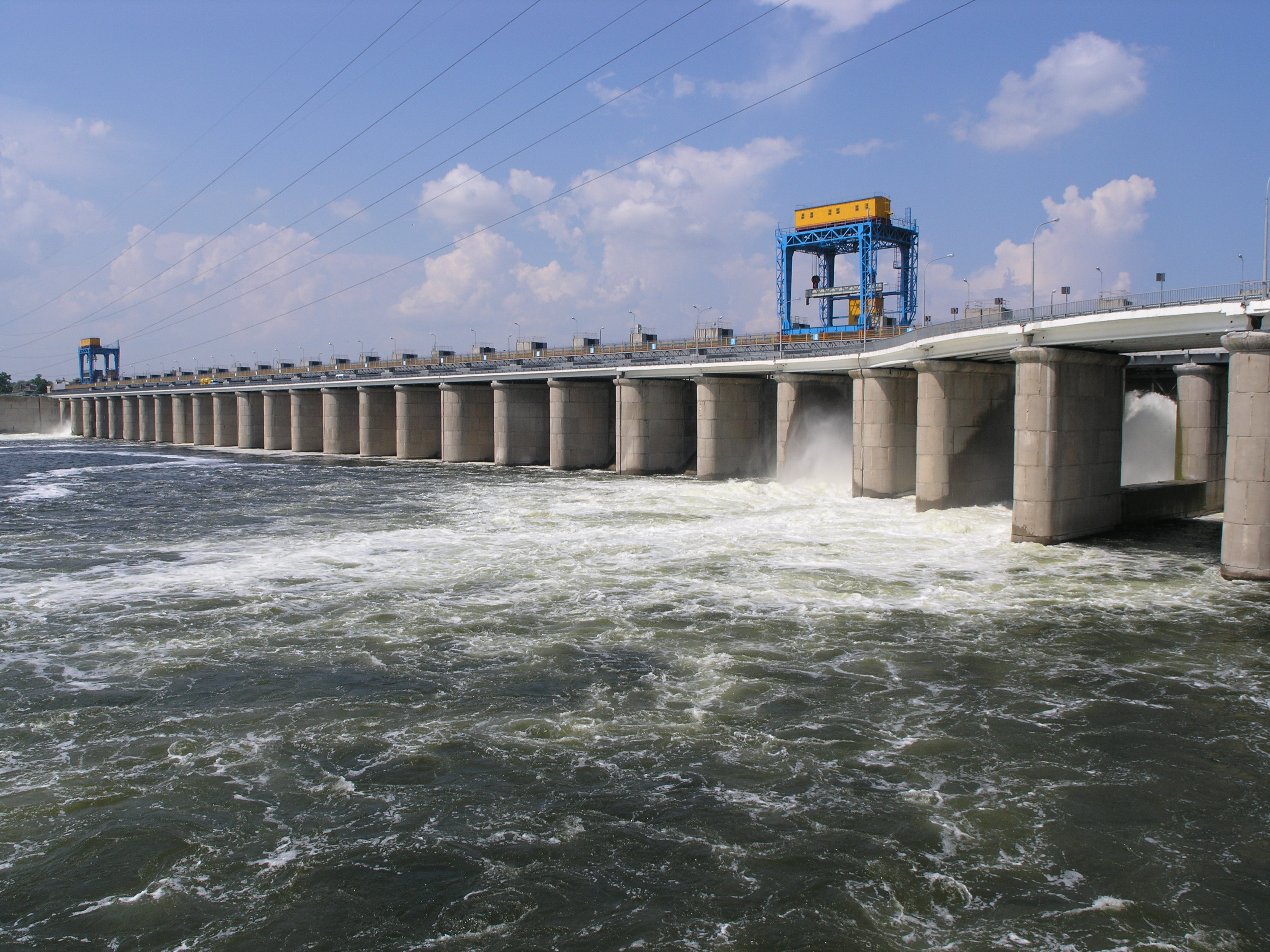
Kachovkadammen.

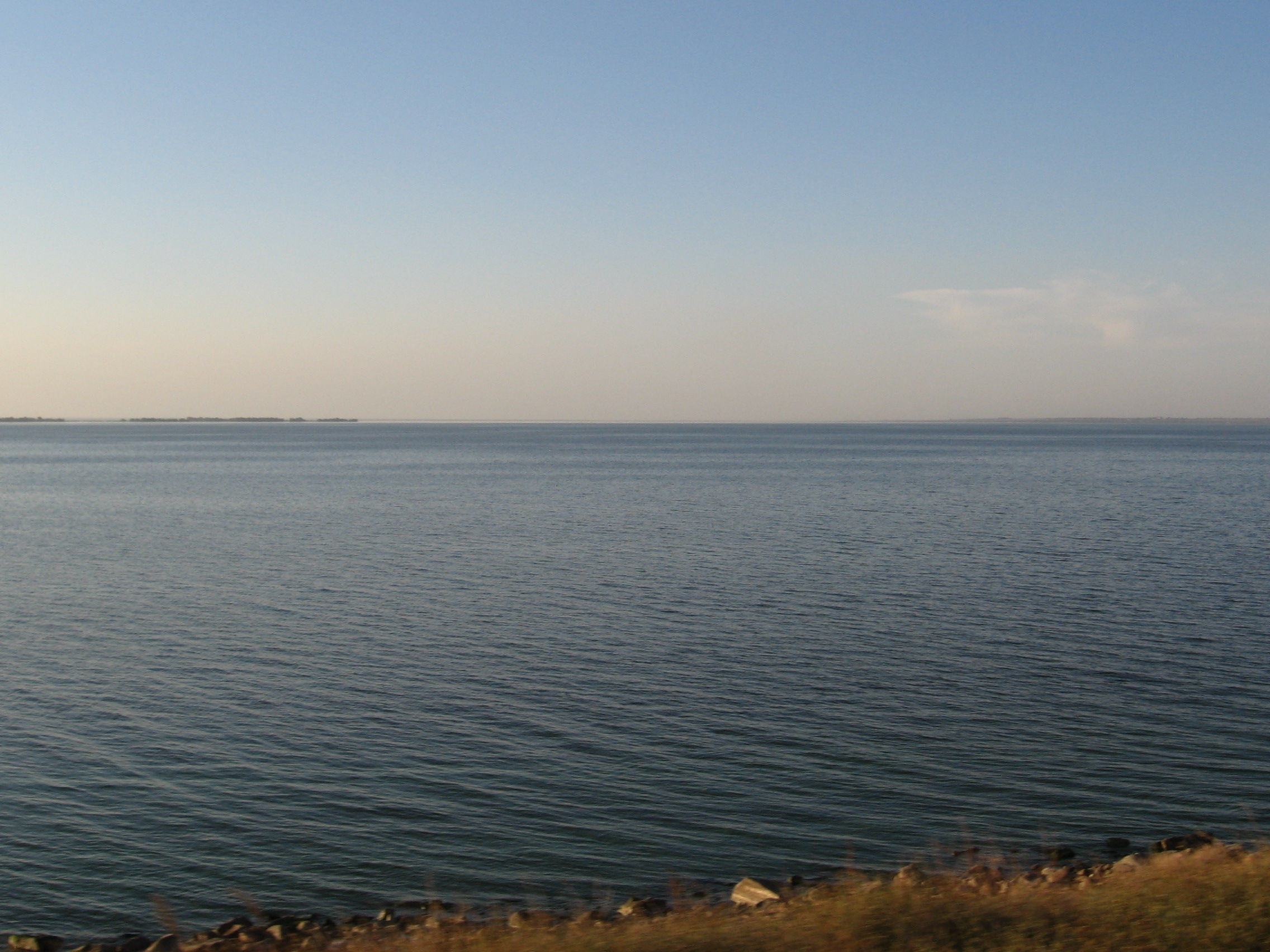
Kachovkareservoaren

Reservoaren, som är 240 kilometer lång och upp till 23 kilometer bred, ligger i oblasten Zaporizjzja, Dnipropetrovsk och Cherson. Med sin yta på 2 155 km² och ett medeldjup på drygt 8,4 meter rymmer den 18,2 km³ vatten.
Vid reservoaren ligger bland annat Zaporizjzjas kärnkraftverk, som använder vatten från reservoaren i sitt kylsystem.
Dammen används också för konstbevattning och vatten leds bland annat via Norra Krimkanalen längs Krimhalvöns norra kust till Kertj. Innan den ryska annekteringen av Krim 2014 stod den för nära 90 procent av dess färskvattenbehov.